# Bowser (Computerspielfigur)
Bowser (jap. クッパ, Kuppa) ist eine Videospielfigur und der Hauptantagonist der Super-Mario-Reihe. In Japan ist der Charakter unter dem Namen Daimaō (大魔王, dt. „großer Dämonenkönig“) bekannt. In den Vereinigten Staaten war Bowser erst unter Bowser, King of the Koopa und The Sorcerer King bekannt. Bowser ist der Anführer sowie der stärkste der schildkrötenartigen Koopa-Rasse und ist bis heute Marios habgieriger Gegner seit seinem ersten Auftritt im Spiel Super Mario Bros. Sein Ziel ist es, Prinzessin Peach zu heiraten, das Pilzkönigreich einzunehmen und Mario zu bezwingen. Seit Bowsers Debüt tauchte er in nahezu jedem der Super-Mario-Spiele auf. Bowser wird als der „erfolgreichste Videospielcharakter“ bezeichnet und seit 2007 von Kenny James synchronisiert.

## Konzept und Entstehung
Bowser war eine Idee von Nintendos führendem Designer und Produzent, Shigeru Miyamoto. Miyamoto dachte dabei ursprünglich an einen Ochsen, basierend auf dem Ochsenkönig (König Grässlich in der deutschen Fassung), einem Charakter des Animationsfilms Alakazam – König der Tiere, der wiederum auf der gleichnamigen Figur aus dem chinesischen Roman Reise nach Westen basiert. Jedoch bemerkte der Designer Takashi Tezuka, dass der Charakter viel mehr einer Schildkröte als einem Ochsen ähneln würde. So begannen die beiden, Bowsers Erscheinungsbild zu verbessern. Seitdem Bowser Kopf der Koopa Troopas ist, begannen Miyamoto und Tezuka, sich mehr an seinen Untertanen zu orientieren, und erstellten so ein neues Design.
Miyamoto nannte ihn Daimaō Kuppa (大魔王クッパ). Kuppa entstammt dem japanischen Namen für Gukbap (국밥), einem koreanischen Gericht. Miyamoto überlegte außerdem zwischen den Namen Yukke (ユッケ) und Bibinba (ビビンバ), ebenfalls koreanische Gerichte – Yukhoe bzw. Bibimbap.
In dem Film Super Mario Bros. wurde Bowser, damals King Koopa, von Dennis Hopper verkörpert. Im Film erscheint er als Mensch, allerdings mit reptilienartigen Auffälligkeiten, wie die lange Zunge und dem Mangel an Körperhaar.

## Eigenschaften
Bowser wird als der König der Koopas dargestellt, rachsüchtige Schildkröten, die das Pilzkönigreich tyrannisieren. Bowser unterscheidet sich stark von dem Rest seines Klans. Sein typisches Erscheinungsbild stellt sich aus einem großen, mit Zacken versehenen Schildkrötenpanzer, Hörnern, scharfen Zähnen und einem roten Haarschopf zusammen. Er verfügt über eine enorme Kraft und ist nahezu unbezwingbar. Bowser kann Feuer speien und für seine Masse sehr hoch springen, ihm mangelt es allerdings an Wendigkeit und Geschwindigkeit.
Bowsers Größe scheint von Spiel zu Spiel zu variieren. In den meisten Fällen übertrumpft er die Mehrheit der Charaktere, allerdings gibt es auch Ausnahmen. In Legend of the Seven Stars ist Bowser nur etwas größer als Mario.

## Stimme und Porträts
Bis zur Veröffentlichung von Super Mario Sunshine bestand Bowsers Stimme nahezu ausschließlich aus Gebrüll, Knurren und Lachen, synchronisiert von Schauspieler Isaac Marshall. Später, in Super Mario Sunshine, lieh Scott Burns Bowser seine Stimme und erschuf somit Bowsers erste Dialoge. Burns synchronisierte den Charakter für einige weitere Jahre, bis Kenneth W. James Burns Platz einnahm. Zwischen James und Burns wurde Bowser in den Spielen Super Paper Mario und Super Smash Bros. Brawl von Eric Newsome synchronisiert.

## Auftritte
In Videospielen:

### Super-Mario-Reihe
- 1985: Super Mario Bros.
- 1986: Super Mario Bros.: The Lost Levels
- 1988: Super Mario Bros. 3
- 1990: Super Mario World
- 1996: Super Mario 64
- 2002: Super Mario Sunshine
- 2004: Super Mario 64 DS
- 2006: New Super Mario Bros.
- 2007: Super Mario Galaxy
- 2009: New Super Mario Bros. Wii
- 2011: Super Mario Galaxy 2
- 2011: Super Mario 3D Land
- 2012: New Super Mario Bros. 2
- 2012: New Super Mario Bros. U
- 2012: New Super Luigi U
- 2013: Super Mario 3D World
- 2017: Super Mario Odyssey
- 2023: Super Mario Bros. Wonder

### Andere Spiele
- 1994: Hotel Mario
- 1992–2025: Mario Kart
- 1996: Super Mario RPG: Legend of the Seven Stars
- 1998–2018: Mario Party
- 1999: Mario Golf
- 2000: Paper Mario
- 2000: Mario Tennis
- 2000: Super Smash Bros. Melee
- 2003–2024: Mario-&-Luigi-Reihe
- 2004: Paper Mario: Die Legende vom Äonentor
- 2005: Super Princess Peach
- 2007: Super Paper Mario
- 2007: Mario & Sonic bei den Olympischen Spielen
- 2008: Super Smash Bros. Brawl
- 2012: Paper Mario: Sticker Star
- 2012: Mario Party Island Tour
- 2014/2017: Mario Kart 8/Mario Kart 8 Deluxe
- 2014: Super Smash Bros. for Nintendo 3DS / for Wii U
- 2018: Super Mario Party
- 2018: Mario Tennis Aces
- 2018: Super Smash Bros. Ultimate
- 2019: Mario Kart Tour

### In anderen Medien
- 1986: Super Mario Bros.: Peach-Hime Kyushutsu Dai Sakusen!
- 1989–1991: Super Mario Brothers Super Show
- 1989: King Koopa’s Kool Kartoons
- 1989: Ice-Capades
- 1990: The Adventures of Super Mario Bros. 3
- 1993: Super Mario Bros.
- 2013: Ralph reichts
- 2023: Der Super Mario Bros. Film

## Rezeption
Aufgrund der großen Popularität der Mario-Franchise gilt Bowser als einer der berühmtesten Videospielantagonisten. IGN platzierte ihn auf Platz 2 von 100 und GamePro auf Platz 9 von 47. GameSpot listete ihn auf Platz 9 der Top 10 Video Game Villains, ein Artikel von GameSpot.
Bowsers Auftritt in Super Mario Galaxy wurde besonders gelobt. Eurogamer-Autor Margret Roberts kommentierte, dass „mit Galaxy nach einigen Jahren anstatt dem unterhaltsamen Bösewicht der Schuppige, Geschmacklose wieder zurück ins Mariouniversum gebracht wurde.“
Jedoch ist Bowser auch auf Platz 4 der Liste der größten „Arschlöcher der Videospielgeschichte“ von ScrewAttack verzeichnet.